# 樋の口町 (弘前市)
樋の口町（ひのくちちょう）は、青森県弘前市の地名。郵便番号は036-8276。

## 地理
岩木川沿い東側、弘前西バイパス（青森県道129号関ケ平五代線）沿い東側に位置する町。北は旧岩木町駒越、北東は樋の口、東は茜町、南から西にかけて悪戸、西北は真土に接する。

## 沿革
- 1956年（昭和31年） - 旧岩木町駒越の一部が弘前市に編入、樋の口町になる。
- 1967年（昭和42年） - 一部が城西二・三丁目になる。
- 現在 - 一部が樋の口になり、当地のほとんどは、弘前市の管理する浄水場・水道施設となる。

## 施設

### 行政
- 樋の口浄水場
- 弘前市水道管理センター
- 弘前市役所樋の口分庁舎

## 小・中学校の学区
市立小・中学校に通う場合、学区は以下の通りとなる。
| 大字     | 番地 | 小学校           | 中学校             |
| -------- | ---- | ---------------- | ------------------ |
| 樋の口町 | 全域 | 弘前市立西小学校 | 弘前市立第二中学校 |